# Daiso
Daiso Industries Co., Ltd. (株式会社大創産業, Kabushiki gaisha Daisōsangyō, in katakana weergegeven als ダイソー) is een Japanse franchise-discountketen, ook bekend als 100-yen shops. Het hoofdkantoor van de keten bevindt zich in Higashihiroshima in de prefectuur Hiroshima. Daiso heeft wereldwijd winkels in 25 landen.

## Geschiedenis
Daiso werd oorspronkelijk in 1972 door Hirotake Yano geopend als een straatverkoopwinkel met producten van 100 yen, bekend als "Yano Shoten". Hij richtte later, in 1977, Daiso op.

## Bedrijfsmodel
Daiso categoriseert al haar eigen merkartikelen met behulp van het morfeem za (ザ), de Japanse weergave van het Engelse woord "de", plus een categorie. Bijvoorbeeld za hanabi (ザ・花火) is de categorie voor vuurwerk, en za purasuchikku  (ザ・プラスチック) is de categorie voor plastic artikelen zoals plastic emmers en bakjes. In 2004 begon Daiso met de verkoop van artikelen met prijzen in veelvouden van 100 yen, zoals 200, 300, 400 en 500 yen.

## Locaties
Daiso heeft 3.620 winkels in Japan en bijna 2.300 winkels in het buitenland, in Australië, Bahrein, Brazilië, Cambodja, Canada, China, Hong Kong, India, Indonesië, Israël, Laos, Koeweit, Macau, Maleisië, Mauritius, Mexico, Myanmar, Nieuw-Zeeland, Oman, de Filipijnen, Qatar, Saoedi-Arabië, Singapore, Zuid-Korea, Taiwan, Thailand, de Verenigde Arabische Emiraten, de Verenigde Staten van Amerika en Vietnam. De vestiging in Hong Kong wordt beheerd door Aeon. De Koreaanse vestigingen werden in 2023 volledig overgenomen door AsungHMP. Begin 2025 had Daiso het volgende winkelbestand:
| Azië - Japan: 3.620 - Zuid-Korea: 1.150 - Thailand: 138 - Filipijnen: 100 - Taiwan: 87 - China: 45 - Maleisië: 39 - Hong Kong: 34 (De winkelnaam is Living Plaza by AEON, 3 DAISO) - Singapore: 27 - Indonesië: 12 - Macau: 12 - Myanmar: 5 - Vietnam: 5* - Mongolië: 4 - Cambodja: 3 - Laos: 2 - India: 2 - Brunei: 1 | Midden-Oosten - Bahrein: 2 - Israël: 3 - Koeweit: 4 - Oman: 1 - Qatar: 5 - Saoedi-Arabië: 6 - Verenigde Arabische Emiraten: 48 Amerika - Verenigde Staten: 88 - Brazilië: 50 - Mexico: 11 - Canada: 4 Oceanië - Australië: 41 - Nieuw-Zeeland: 3 Afrika - Mauritius: 2 |

### Australië
De eerste Daiso-winkel werd in 2010 geopend in Abbotsford, Victoria, en verkocht duizenden artikelen voor een vaste prijs van destijds $ 2,80. Sindsdien is de winkel uitgebreid naar 13 winkels in New South Wales, 14 in Queensland, drie in Zuid-Australië, 12 in Victoria en twee in Perth (in het Westfield Carousel en Lakeside Joondalup). De winkels variëren van 209 m² tot 1.000 m² (Midtown Plaza, Melbourne), de grootste winkel in Australië. 

### Bahrein
De hoofdvestiging van Daiso in Bahrein bevindt zich in het Dasman Center in Manama en beslaat twee verdiepingen. De winkel is sinds 2005 geopend. Daiso heeft ook een kleinere vestiging in Ramli Mall in A'ali. 

### Brazilië
Daiso werd in 2012 in Brazilië gelanceerd, in het hart van São Paulo aan de Rua Direita en met een bescheiden distributiecentrum in Riacho Grande, São Bernardo do Campo. De toetreding tot de Braziliaanse markt was baanbrekend en gericht op het penetreren van de Latijns-Amerikaanse markt. In maart 2025 had Daiso 75 vestigingen in het land, waarvan 49 in de stad en staat van São Paulo. Daarnaast is het bedrijf aanwezig in de stedelijke gebieden van Rio de Janeiro, Belo Horizonte, Brasília, Curitiba, Florianópolis en Belém.

### Brunei
De eerste vestiging van Daiso in het sultanaat werd op 1 juli 2024 geopend in Rimba Point, een winkelcentrum in Kampong Rimba.

### Canada

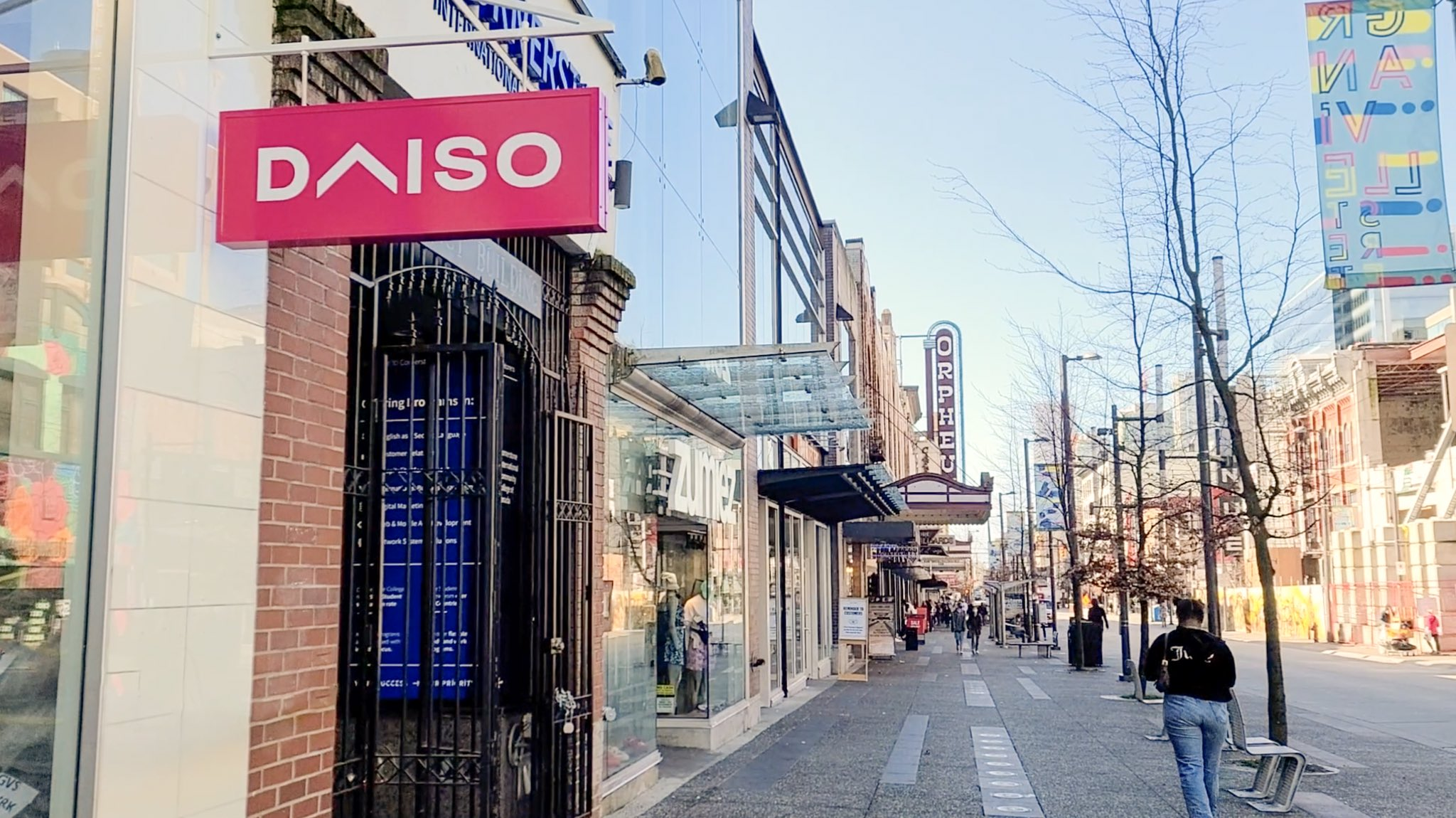
Daiso-winkel op Granville Street in Vancouver, British Columbia

Daiso opende in april 2021 zijn eerste Canadese winkel aan  Granville Street in het centrum van Vancouver, British Columbia, met plannen om landelijk uit te breiden. Met de opening van de vestiging in Surrey in maart 2023 waren er vier winkels in Canada.
Van 2003 tot 2019 werd in Richmond, British Columbia, een franchisewinkel geëxploiteerd door de Fairchild Group. Deze winkel werd vervolgens omgedoopt tot Fairchild's Oomomo-merk. Oomomo is een aantal Daiso-producten blijven verkopen, maar deze leveringen werden stopgezet naarmate Daiso groeide.

### Cambodja
Er zijn drie vestigingen van Daiso Japan in Cambodja. Sinds 2018 is de nieuwe naam in Cambodja "DAISO JAPAN Life Coordinates Store".

### Maleisië

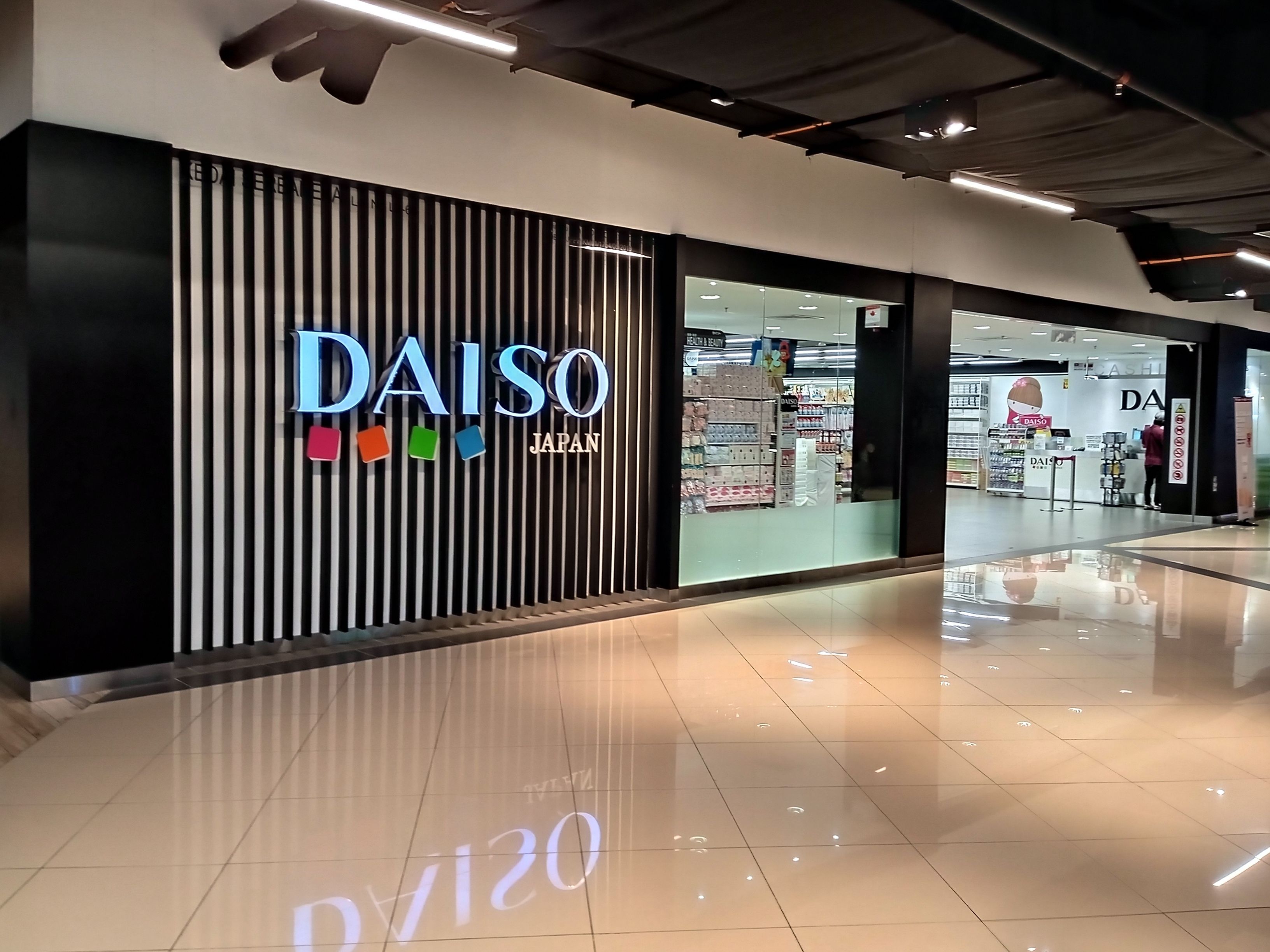
Daiso in Maleisië

Alle producten hebben een prijs van RM 5,90. De prijsverhoging van RM 5,30 naar deze prijs werd van kracht per 1 maart 2017. De prijs werd tijdelijk verlaagd naar RM 5,57 toen de GST (Goods and Services Tax) in Maleisië werd afgeschaft, maar keerde terug naar RM 5,90 toen de SST (Sales and Services Tax) op 1 september 2018 van kracht werd. 

### Singapore
Er zijn 27 Daiso-winkels in Singapore, samen met 11 Threeppy-winkels en één Standard Products-winkel. De eerste en grootste vlaggenschipwinkel van Daiso bevindt zich in de IMM Mall.

### Zuid-Korea
Daiso Korea bezit 1.150 winkels in het hele land, opgericht in 1992 als de Daiso-Asung Corporation. In samenwerking met Daiso Japan van 2001 tot 2011 heeft de keten zich de afgelopen tien jaar sterk ontwikkeld door een strategie van lage kosten en hoge kwaliteit te hanteren. Elke winkel heeft meer dan 30.000 artikelen op voorraad. Daiso heeft ook een online webshop. 
In 2011 en 2014 kondigde Daiso Korea aan dat het geen deel meer uitmaakte van Daiso Japan, met de bewering dat Daiso Japan probeerde Liancourt Rocks te promoten als onderdeel van Japan. Daiso Korea bevestigde dat het niet de producten verkocht die Daiso Japan verkocht en dat het optrad als een ander bedrijf. 

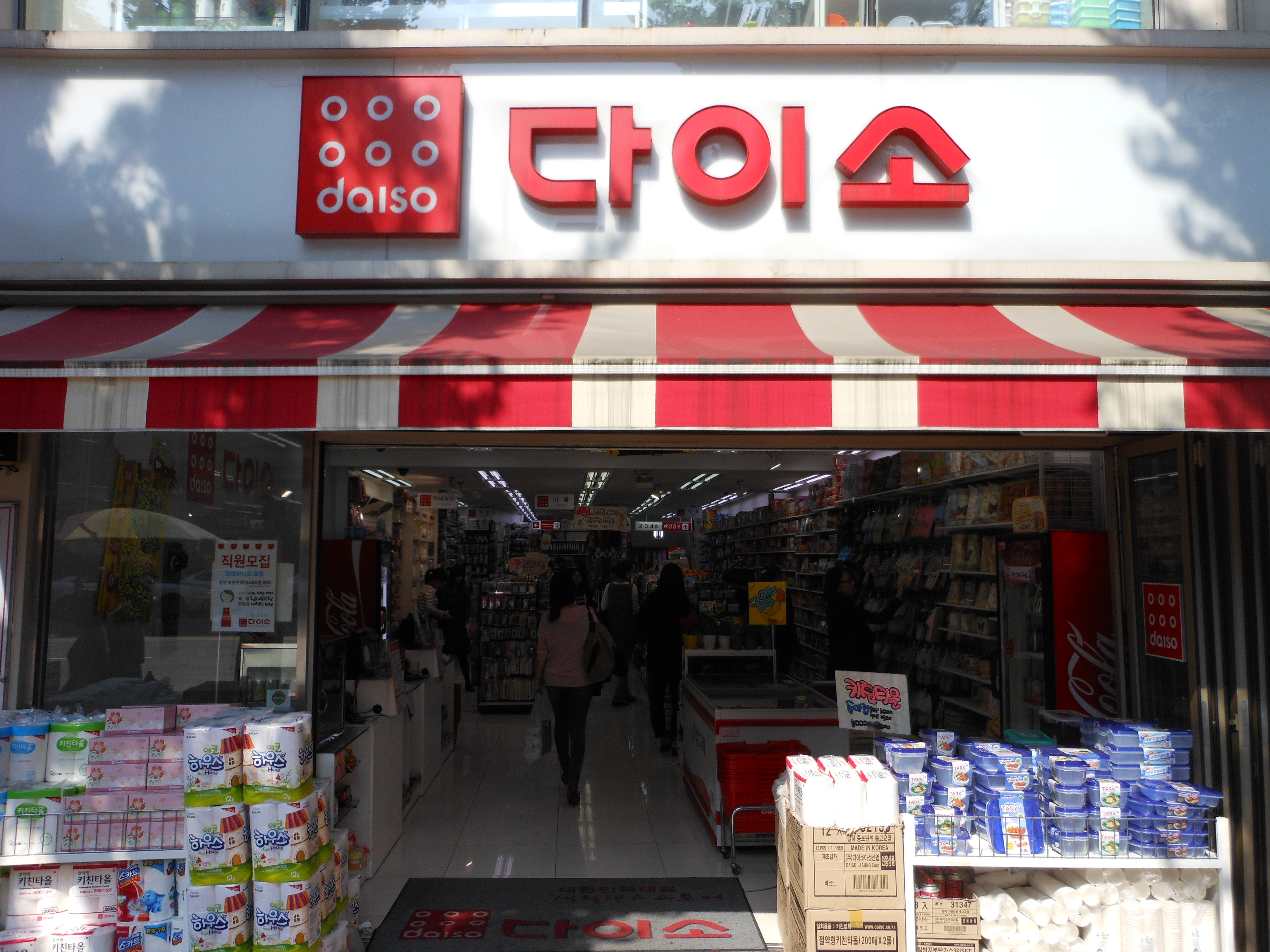
Daiso – Zuid-Korea

Daiso Korea heeft een uniek logo vergeleken met de rest van de Daiso Corporation. Het aangepaste logo wordt in het land gebruikt om zichzelf te profileren als een moderner bedrijf en om de afsplitsing van Daiso Japan te benadrukken. In december 2023 kondigde Daiso Korea aan dat het zijn aandelen van Daiso Japan had teruggekocht (een belang van 34,21%, naar verluidt ter waarde van ongeveer 500 miljoen dollar), waardoor het feitelijk volledig in Koreaanse handen is. 

### Taiwan

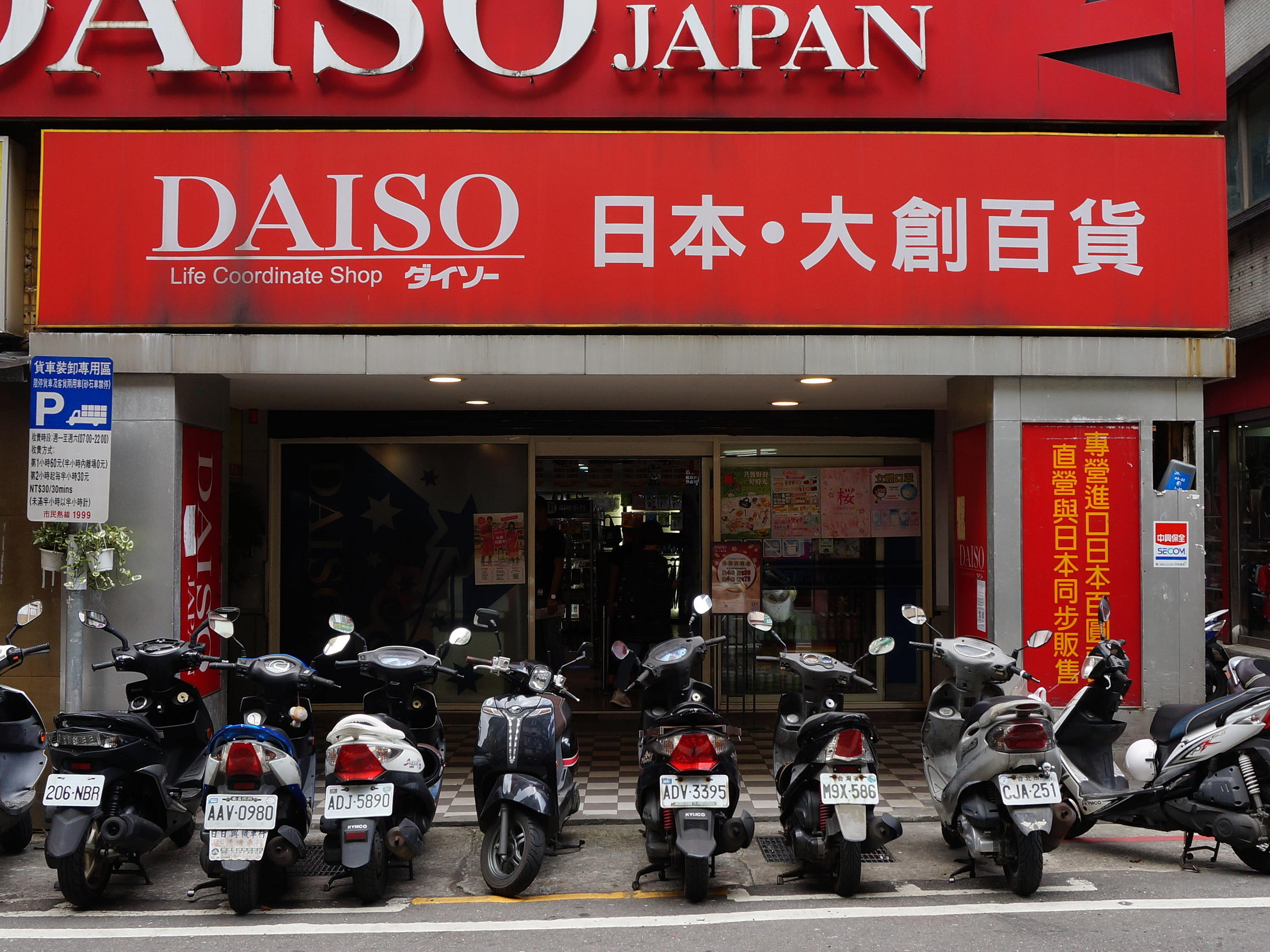
Daiso in Keelung

In mei 2001 richtte het Japanse bedrijf Daiso Industries een joint venture op in Taiwan en vormde Daiso Taiwan Co., Ltd. De missie van het bedrijf was om Taiwanese consumenten betaalbare maar hoogwaardige winkelervaringen te bieden. De activiteiten waren gericht op de import van producten van 100 yen uit Japan, met verkooppunten die zich geleidelijk over heel Taiwan uitbreidden. In augustus 2024 was Daiso Taiwan uitgegroeid tot een bedrijf met 80 winkels verspreid over het land.
Na de kernramp in Fukushima in 2011 legde Taiwan een verbod op op de import van voedsel uit vijf Japanse prefecturen: Fukushima, Ibaraki, Gunma, Tochigi en Chiba. In 2015 ontdekte de Taiwanese Food and Drug Administration echter dat Daiso Taiwan Chinese etiketten had vervalst om de oorspronkelijke oorsprong van 13 levensmiddelen uit deze beperkte gebieden te verbergen, waarbij het om meer dan 13.000 producten ging. Deze artikelen werden onderschept tijdens grensinspecties en bereikten de markt niet. Als straf legde het Taiwanese Bureau of Foreign Trade een verbod van zes maanden op de importactiviteiten van Daiso Taiwan op en legde het bedrijf een boete op van NT$ 3 miljoen.
In mei 2018, tijdens het zes maanden durende importverbod, werd Daiso Taiwan ervan beschuldigd transactiedata op handelsdocumenten te hebben gewijzigd en 694 vervalste importvergunningen illegaal te hebben gebruikt om 2.067 ton goederen binnen te brengen – goed voor 319 zeecontainers. Het bedrijf vroeg onder valse voorwendselen speciale importvergunningen aan. Als gevolg hiervan legde het Bureau voor Buitenlandse Handel Daiso Taiwan een boete op van NT$ 41,64 miljoen, trok zijn importvergunningen in en verbood het bedrijf gedurende twee jaar om zich bezig te houden met import- of exportactiviteiten.

### Verenigde Staten

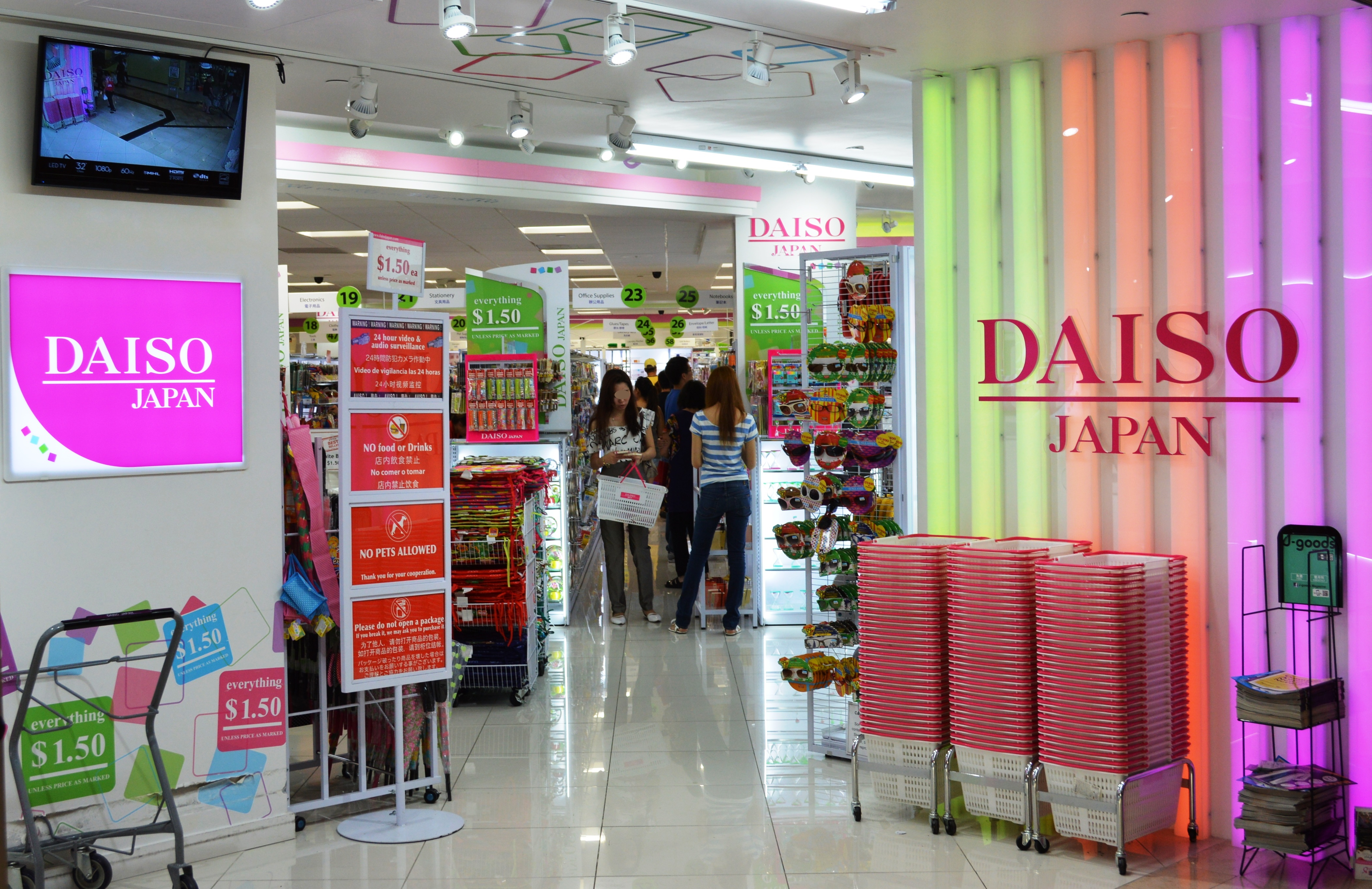
Daiso in San Gabriel, Californië

Op 2 oktober 2005 werd de eerste Daiso-winkel in de Verenigde Staten geopend in de Alderwood Mall in Lynnwood, nabij Seattle, Washington. Deze winkel was veel kleiner met slechts 442 m² en de artikelen waren oorspronkelijk geprijsd op $ 1, $ 1,50 en $ 2. Het assortiment werd uitgebreid met verpakte levensmiddelen en artikelen met een prijs tot $ 8, hoewel de meeste artikelen op de minimale prijs van $ 1,50 bleven tot een verhoging van 25 cent in 2022. De winkel in Alderwood werd in 2015 verplaatst naar een nieuwe locatie in het winkelcentrum en in 2017 naar een nieuwe locatie.
Anno 2025 zijn er meer dan 150 winkels in de Verenigde Staten, die worden beheerd door Daiso U.S. De winkels bevinden zich in Arizona, Californië, Florida,- Nevada, New Jersey, New Mexico, New York, Oklahoma, Texas en Washington. De grootste Amerikaanse Daiso is in Union City, Californië, met een vloeroppervlakte van 1.650 m². Deze winkel werd geopend op 8 augustus 2007.
Er zijn vier Daiso-winkels in Hawaï, geëxploiteerd door Daiso Hawaii. Op 12 december 2018 opende Daiso zijn eerste winkel in Honolulu, Hawaï, en opende het twee andere winkels op 14 maart 2019 en 20 januari 2022. Daarna volgde expansie naar de Amerikaanse oostkust (2019), Nevada (2021), Tampa, Florida (2025) en Edmond, Oklahoma (2025).